# 椿八郎

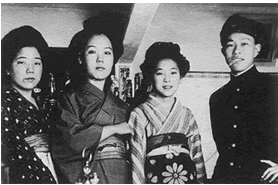
右から椿八郎、伊藤初代、山田ます。1920年春、カフェ・エランにて

椿 八郎（つばき はちろう、1900年4月18日 - 1985年1月27日）は、日本の作家。眼科医。本名は藤森 章。

## 経歴
長野県東筑摩郡松本町（現松本市）生まれ。旧制松本中学（現長野県松本深志高等学校）を経て、慶應義塾大学医学部卒業後、1925年同大眼科教室助手となった。その後は満鉄長春医院眼科医長、満鉄撫順医院眼科医長を歴任。
1946年に引き揚げ、東京電力病院眼科医長などを歴任した。
「テノン氏嚢の研究」「ミュッレル氏筋の研究」など眼科研究論文を発表。
大学在学中、本名で正木不如丘主宰の同人誌『脈』に小品を発表。1949年『宝石』に「カメレオン黄金虫」を発表し推理小説作家として登場した。1951年に『宝石』に発表した「扉」が翌年の第5回探偵作家クラブ賞候補作となる。1963年、木々高太郎、白石潔らとともに同人誌『詩と小説と評論』を創刊。1978年、日本医科芸術クラブ大賞受賞。
日本探偵作家クラブの会員章である「ポーの指輪」の提唱者、佐藤春夫の「火眼記」のモデルでもある。

## 主な作品
- 手を洗ふ 1944
- カメレオン黄金虫 1949
- 贋造犯人 1950
- 扉 1951
- 朧月夜と運転手 1953
- 随筆鼠の王様 1969
- 「南方の火」のころ 1977